# Le Bourgeois ensorcelé
Le Bourgeois ensorcelé (Il borghese stregato) est une nouvelle fantastique de l'écrivain italien Dino Buzzati, publiée en 1958 dans le recueil Sessanta racconti.
La traduction en français de cette nouvelle paraît pour la première fois en France en 1968 dans le recueil Les Sept Messagers. Elle n'est pas présente dans le recueil original italien I sette messaggerii.

## Résumé
Giuseppe Gaspari, commerçant de 44 ans, passe des vacances paisibles dans un hôtel retiré. Parti en balade, il se désole de trouver le paysage si terne alors qu'il aurait souhaité accéder à un monde d'aventures. Son souhait sera exaucé.
Par hasard, il tombe sur un groupe de jeunes enfants qui complotent, par jeu, pour prendre d'assaut le château fort de pacotille de leur ennemi. Se prenant au jeu, Giuseppe leur demande de les accompagner et met au point un plan infaillible et mène l'assaut contre le terrible Sisto. Mais, comme bien de valeureux soldats, il est blessé par une flèche en plein cœur.

## Éditions françaises
- In Les Sept Messagers, recueil de vingt nouvelles de Dino Buzzati, traduction de Michel Breitman, Paris, Robert Laffont, coll. « Pavillons », 1968
- In Les Sept Messagers, Paris, UGE, coll. « 10/18. Domaine étranger » no 1519, 1982  (ISBN 2-264-00478-9)